# Dan Constantinescu (compozitor)
Dan Constantinescu (n. 10 iunie 1931, București – d. 6 februarie 1993) a fost un compozitor român.

## Biografie
Între anii 1950 și 1955 a studiat compoziția la clasa lui Mihail Jora și Leon Klepper,  la Universitatea Națională de Muzică București, unde a rămas ca asistent de armonie și compoziție. Din 1990 a devenit profesor universitar.
În anul 1968 a primit premiul "George Enescu" al  Academiei Române pentru Concertul de pian și orchestră mică, iar în anii 1976 și 1980 a primit premii de creație din partea Uniunii Compozitorilor și Muzicologilor din România.

## Lucrări
- Sonata pentru pian (1961);
- Concertul pentru pian și orchestră de coarde (1963);
- Sonata pentru flaut și pian (1964);
- Sonata pentru violoncel și pian (1964);
- Trio pentru vioară, clarinet, pian (1964);
- Variațiuni pentru pian, vioară și cello (1966);
- Simfonia de cameră (1968)
- Cvartet de coarde (1967);
- Simfonia concertantă (1971)
- Sextet de coarde (1976).[3]